# Guy Bechtel
Pour les articles homonymes, voir Bechtel.
Guy Bechtel, né le 16 janvier 1931 à Strasbourg, essayiste, journaliste, historien et biographe, est un homme de presse et d’édition.

## Biographie
Après ses premières classes à Strasbourg, sa ville natale (Gymnase protestant), il poursuit ses  études à Paris (lycées Henri IV et Lakanal, Sorbonne, Institut d’études politiques, Ecole pratique des hautes études EHESS). Il est licencié ès lettres, diplômé d’études supérieures de philosophie et docteur en histoire (thèse de démographie historique sur le Languedoc au XVIIIe siècle, dirigée par Emmanuel Le Roy Ladurie)
Tout en poursuivant ses travaux universitaires sur le Languedoc, il collabore à de nombreux journaux et revues (La Table ronde, L’Express, Paris-Match, Marie France, Le Figaro).
Après quelques romans de jeunesse, il consacre ses recherches historiques aux grandes peurs qui agitèrent la fin du Moyen Âge et le début des Temps modernes, il publie en particulier sur l’intolérance religieuse (avec des ouvrages sur la femme au Moyen Âge, la confession dans l'Église, l’anti-féminisme chrétien) et sur la naissance du livre imprimé (avec son Gutenberg et l’invention de l’imprimerie, Fayard, 1992, couronné par le prix Monseigneur-Marcel 1993 de l’Académie française).
En collaboration avec son condisciple de khâgne, Jean-Claude Carrière, il donne également divers livres destinés à un plus large public, comme le Livre des Bizarres et un ouvrage maintes fois réédité, le Dictionnaire de la bêtise, qui montre en des milliers de citations signées des plus grands noms comment, à toutes époques, les idées nouvelles ou établies, littéraires ou scientifiques, furent rejetées.

## Publications

### Ouvrages
- Les Melons, roman, Robert Laffont, 1956
- L'Unique Objet, roman, Robert Laffont, 1957
- En sortir ou pas, Robert Laffont, 1960
- Laval, vingt ans après, Robert Laffont, 1963
- Le Siècle de Tégédor, roman, Robert Laffont, 1963 ; rééd. 2008 et 2016
- Paracelse, biographie, CAL, 1970
- Sorcellerie et Possession, CAL, 1972
- Les grands livres mystérieux, CAL, 1974
- 1907, la grande révolte du Midi, Robert Laffont, 1976
- Un village du Languedoc au XIXe siècle, SAHHCH, 1981
- Mensonges d'enfance, autobiographie, Robert Laffont 1986
- Gutenberg et l'invention de l'imprimerie, Fayard, 1992
- La Chair, le Diable et le Confesseur, Plon et Pluriel, 1994
- La Sorcière et l’Occident, Plon et Pocket, 1997
- Notules sur l’art de distinguer les ouvrages de Stanislas de Guaira, L'intersigne, 1998
- Les quatre femmes de Dieu, Plon et Pocket, 2000
- Délires racistes et savants fous, Plon et Pocket 2002
- Catalogue des gothiques français, 1476-1560, Giraud-Badin, 2010
- Colombières sur Orb au XXe siècle, SAHHCH, 2016.

### Ouvrages écrits avecJean-Claude Carrière
- Dictionnaire de la bêtise, 1965, Robert Laffont - contient 2 500 extraits de textes[1]
  - édition revue et augmentée en 1983 - contient 3 500 extraits de textes, jusqu'aux années 1980[1]
- Le Dictionnaire des révélations historiques et contemporaines, Plon, 1999
- Dictionnaire de la bêtise, suivi du Livre des bizarres, Robert Laffont, coll. Bouquins, 1991 ; rééd. 2014

### Traductions
- La Cité des abeilles (City of the Bees), de Frank Stuart, Laffont, 1955
- Le Joueur, de Fiodor Dostoïevski, Bibliothèque mondiale, 1955
- Le Rapport du capitaine Pax (Bericht von der Furchtbarkeit und Grösse des Männer), de Joachim Fernau, Laffont, 1957
- La Nuit du Mur (Kalter Winter im August), de Hermann Zolling, Laffont, 1967

### Introductions, présentations, adaptations
- La Reine Margot, d'Alexandre Dumas, Bibliothèque Mondiale, 1957
- Rabelais, transcription en orthographe moderne avec une interview de Louis Ferdinand Céline, Bibliothèque Retz 1958
- Préface de Crime et Châtiments, de Fiodor Dostoïevski, CAL, 1967
- Préface de Les Copains, de Jules Romains, CAL, 1967
- Entretien avec E. Canseliet sur Fulcanelli, suivi de Le mystère Fulcanelli, S. l., 1974.